# III. třída okresu Jičín 2003/2004
V utkáních III. třídy okresu Jičín 2003/2004, jedné ze skupin 9. nejvyšší fotbalové soutěže v Česku, se utkalo 7 týmů čtyřkolovým systémem podzim – jaro. Tento ročník začal v srpnu 2003 a skončil v červnu 2004.
Postup do II. třídy okresu Jičín 2004/2005 si zajistil vítězný tým TJ Sokol Libuň. Nikdo nesestoupil, jde o nejnižší soutěž okresu.

## Konečná tabulka II. třídy okresu Jičín 2003/2004
| Poř. | Tým                    | Z  | V  | R | P  | VG | OG | B  |
| ---- | ---------------------- | -- | -- | - | -- | -- | -- | -- |
| 1.   | TJ Sokol Libuň         | 24 | 20 | 3 | 1  | 70 | 23 | 63 |
| 2.   | FC AMA Žeretice        | 24 | 10 | 6 | 8  | 42 | 38 | 36 |
| 3.   | TJ Sokol Chomutice „B“ | 24 | 10 | 4 | 10 | 46 | 54 | 34 |
| 4.   | SKP Valdice „B“        | 24 | 9  | 5 | 10 | 43 | 44 | 32 |
| 5.   | SK Miletín „B“         | 24 | 6  | 7 | 11 | 52 | 52 | 25 |
| 6.   | FC Kacákova Lhota      | 24 | 7  | 4 | 13 | 46 | 51 | 25 |
| 7.   | TJ Staré Místo „B“     | 24 | 5  | 5 | 14 | 37 | 74 | 20 |

Poznámky:
- Z = Odehrané zápasy; V = Vítězství; R = Remízy; P = Prohry; VG = Vstřelené góly; OG = Obdržené góly; B = Body; (S) = Mužstvo sestoupivší z vyšší soutěže; (N) = Mužstvo postoupivší z nižší soutěže (nováček)

|  | Postup do II. třídy okresu Jičín 2004/2005 |